# Армяне в Латвии

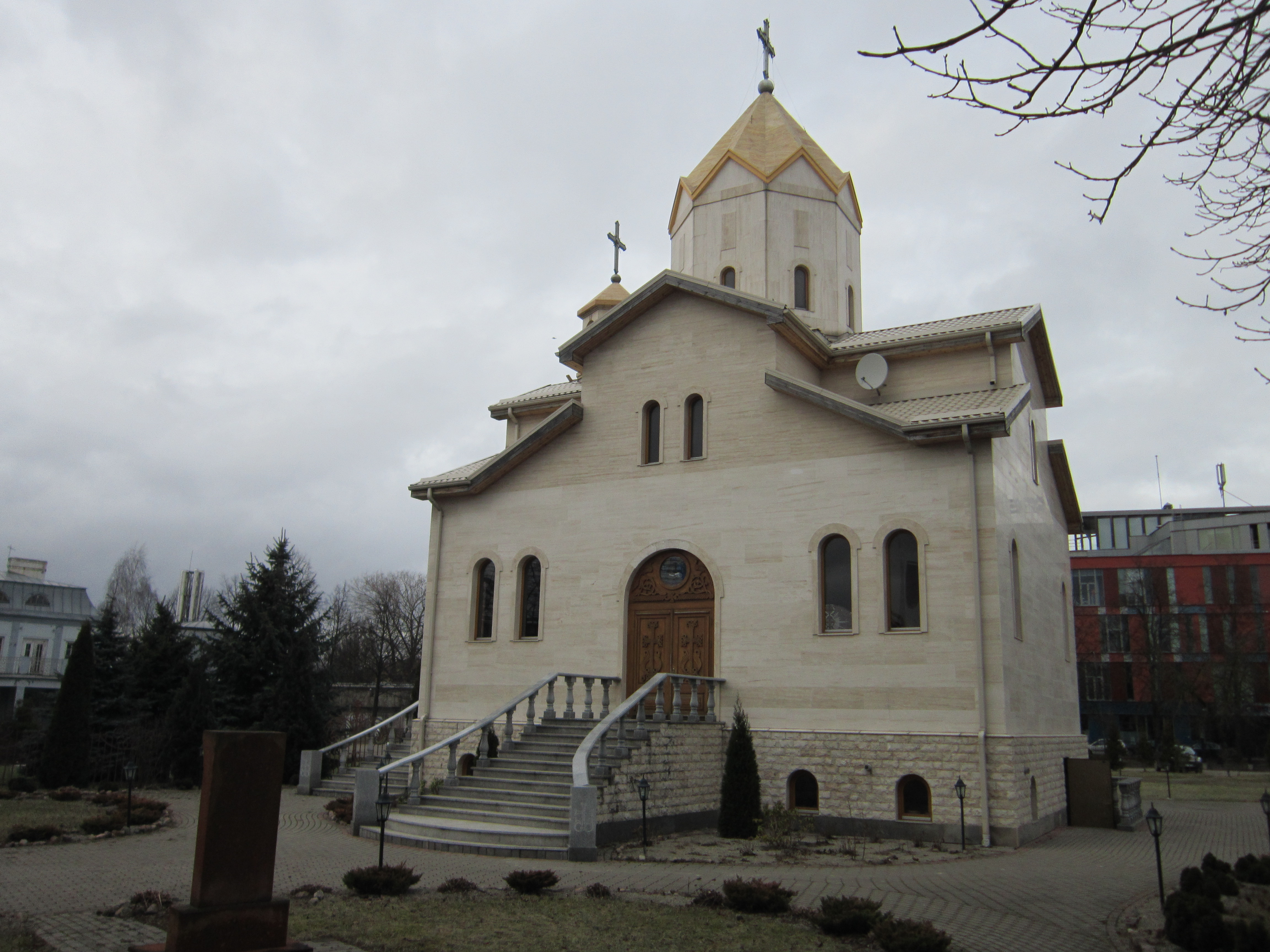
Армянская церковь в Риге

Армяне в Латвии (арм. Հայերը Լատվիայում, латыш. Armēņi Latvijā) — национальное меньшинство Латвии. По состоянию на 1 января 2024 года численность армян в Латвии составляла 2533 человека, из них 1223 человека — граждане Латвии и 582 человека — неграждане Латвии. По состоянию на 1 января 2024 года в Латвии проживало 486 граждан Армении.

## История
Согласно переписи 1959 г., в Латвийской ССР проживало 1060 армян, согласно переписи 1989 г. — 3069. Они в основном сосредоточены в Риге, Юрмале, Даугавпилсе, в меньшей степени в Лиепае и Елгаве. В 1887 г. в Риге была создана корпорация армянских студентов «Севан». Тут же несколько лет работал знаменитый актёр-трагик Ваграм Папазян, учился политический деятель Степан Шаумян. Основателем Рижского рабочего театра (закрыт в 1934 г.) является тифлисский армянин, актёр и режиссёр, народный артист СССР Юрий Юровский (подлинная фамилия Саруханов; был связан с Ригой с 1924 г. до конца жизни — 1959 г.). В средней специальной Музыкальной школе им. Э. Дарзиня в послевоенные годы началась деятельность пианистки московской исполнительской школы Нины Бинатян. Она воспитала артисток с международным именем: Илзе Граубинь и Дину Йоффе.
Особое место в истории латвийского балета занимает представительница армянского дворянского рода Елена Тангиева-Бирзниеце (1907—1965), прима-балерина Латвийской Национальной оперы, Народная артистка Латвийской ССР. В Петроградском хореографическом училище она училась у Агриппины Вагановой. В 1928 г. она открыла в Риге собственную балетную школу, была главным балетмейстером Театра оперы и балета Латвийской ССР. С большим успехом поставила балеты «Корсар» (золотая медаль «Litteris et Artibus», Швеция), «Лайма», «Болеро», «Ригонда», «Шакунтала». На доме Тангиевой в Риге (ул. Виландес, 4) установлена мемориальная табличка.
В 1945—1954 гг. в Риге находилась резиденция маршала И. Х. Баграмяна, командующего войсками Прибалтийского военного округа. В Театре оперы и балета Латвийской ССР с огромным успехом в присутствии авторов поставлены балеты А. И. Хачатуряна «Гаяне» и «Спартак», «Шакунтала» (на индийскую тему) С. А. Баласаняна. Уроженцем Риги является известный скрипач Рубен Агаронян, получивший начальное музыкальное образование в Рижской средней специальной школе им. Э. Дарзиня.
Латышские поэты Ян Райнис и Марис Чаклайс были тесно связаны с Арменией, писали о стране и её истории, переводили с армянского, а их сборники были переведены на армянский.
В 1988 г. было создано Латвийское армянское общество (ЛАО), в которое вошли многие армяне, проживающие в Латвии, прежде всего, представители интеллигенции: журналисты, художники, музыканты, врачи, инженеры и т. д. Первым председателем общества стал С. К. Гаспарян, лектор (ранее работал в аппарате ЦК Латвийской ССР). За время своего существования организация провела много общественно значимых мероприятий в сфере культуры: это программы в честь Комитаса, О.Туманяна, А. Хачатуряна, А. Бабаджаняна, А. Спендиаряна, С. Капутикян, Ф. Мкртчяна, Ш. Азнавура, М. Сарьяна, Г. Матевосяна, А. Джигарханяна и др. В 1991 г. в столице Латвии проведен памятный цикл из 4-х программ «Параджановские дни». Приехали кинематографисты из Армении. Худруками цикла являлись рижане Аугустс Сукутс и Раффи Хараджанян. В 2005 г., в связи с 90-летием Геноцида армян, в Риге состоялся цикл из 4-х разнотипных мероприятий «Армениада-2005». Латвийского Армянского культурного общества (ЛАО) посвященный 90-летию Геноцида армян (худрук Раффи Хараджанян). В зале Дома Ассоциации национальных культурных обществ Латвии им. И.Козакевич (АНКОЛ) была открыта экспозиция живописных полотен 25-и профессиональных авторов разных национальностей. Она называлась «В ладонях гор». В рижской Киногалерее 16 и 17 апреля были показаны ленты «Майрик-2» и «Арарат». А 24 апреля состоялся памятный литературно-музыкальный вечер в известном зале «Аве сол», Также Раффи Хараджанян к 1700-летию принятия христианства в качестве гос. религии Армении организовал на трех этажах знаменитого Дома Черноголовых многонациональную развернутую выставку живописи. Она была открыта 8 октября 2001 г. В 1990 г. в Риге, в Старом городе, на бульваре Мейеровица, установлен хачкар из туфа, привезенный из Армении (скульптор Самвел Мурадян). Хачкар этот в память миллионов невинных жертв Геноцида армян на территории Османской Турции (1915—1923), а также в знак благодарности жителям Латвии за помощь Армении в дни землетрясения 1988 года. Вскоре вокруг крест-камня был воздвигнут небольшой архитектурный комплекс, который освятил прибывший из Эчмиадзина архиепископ Навасард. У хачкара в последние годы установлена пояснительная табличка на трех языках.

В 1991 г. вышел в свет первый номер газеты «Арарат» (на русском языке). В 2001 г. создана Рижская армянская община, спустя год возобновившая выпуск «Арарат»-а. Свою деятельность с 2011 года ведет ЛАКЦ — Латвийский Армянский культурный центр (сопредседатели Раффи Хараджанян и Асмик Нуриджанян), унаследовавший культурные традиции «ЛАО» и входящий в авторитетную зонтичную организацию Ассоциация Национальных культурных обществ Латвии им. И.Козакевич (АНКОЛ). С 2012 г. жизнь армян Латвии, проблемы и новости этнической родины регулярно освещает сайт ЛАКЦ: www.karap.lv. 

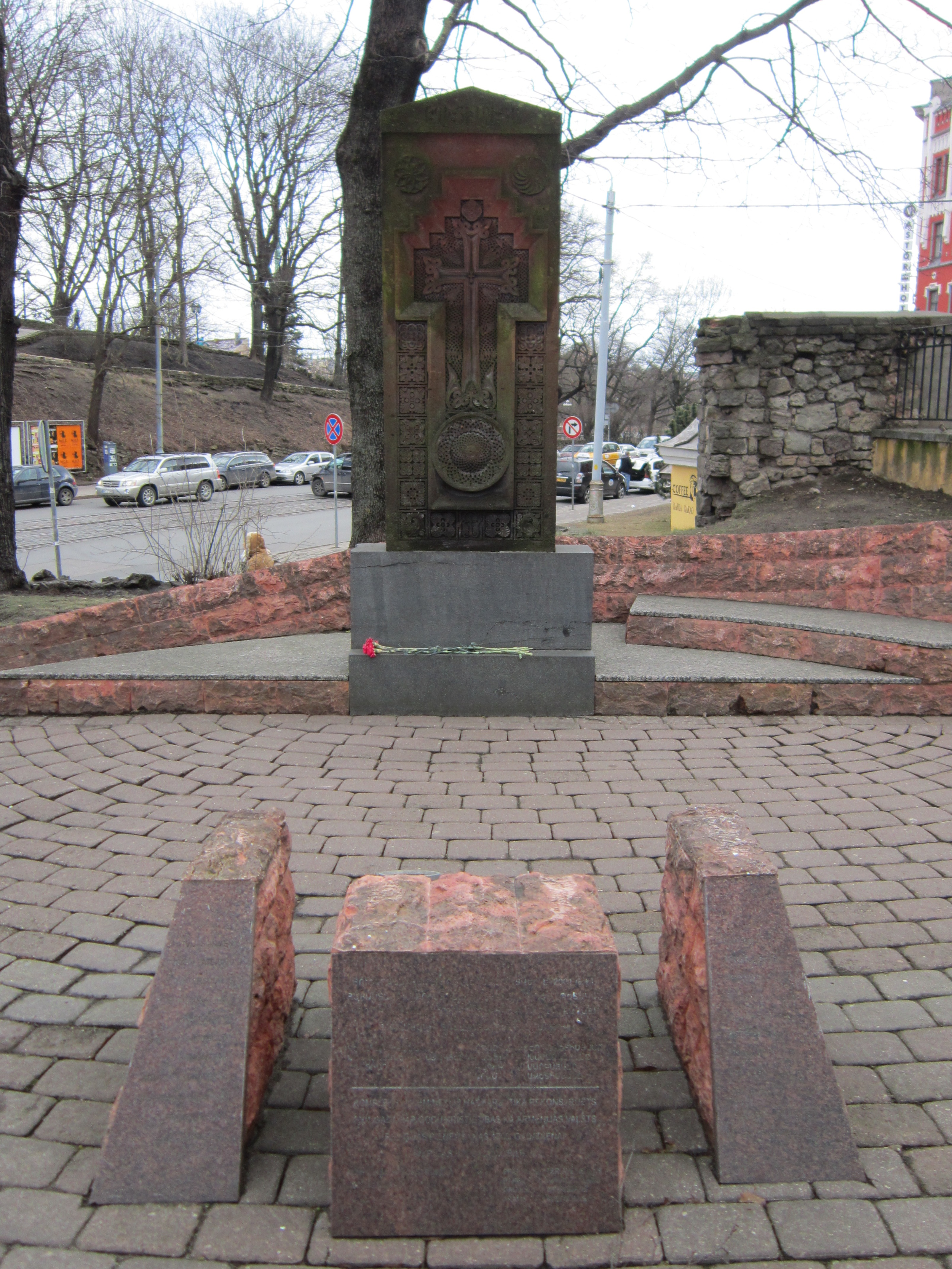
Памятник жертвам геноцида армян, 1990

В 1997 г. были уложены первые камни в фундамент Рижской армянской церкви. Инициатором постройки церкви явился Спартак Тер-Аветисян. Главный архитектор Риги Гунарс Асарис без особых проблем откликнулся на заявку делегированной авторитетной группы армянских жителей Латвии (с ними был и друг армянского народа Иварс Кинц). Отведенный после многочасовых поисков соответствующий целям участок по адресу Рига, ул. Коюсалас, 5 ныне, с помощью бизнесменов, приватизирован на имя ААЦ, а сам храм также полностью возведен на народные средства. В 2006 г. Св. Эчмиадзином в латвийскую столицу был направлен настоятель храма «Св. Григор Просветитель» священник Хосров Степанян (Тер-Хосров). Строительство церкви полностью завершили в 2008 г., а 30 июня 2011 г., в присутствии верующих, её освятил специально прибывший Католикос Всех армян Гарегин II. В 2020 г. провозглашена Епархия стран Балтии с центром в Риге. Ее возглавил представитель Первопрестольного Св. Эчмиадзина Епископ Вардан Навасардян.  В марте 2025 г. его сменил Архиепископ Вазген Мирзаханян Рижский храм ААЦ, как правило, посещается всеми прибывающими в Латвию из РА делегациями, а также известными творческими личностями армянского происхождения. На территории церкви, как и в центре Риги, установлен хачкар — ещё один. В её специальном обустроенном в подвальном помещении классе проводит занятия воскресная школа (ранее действовала в классах Рижской гимназии № 1). Ими руководит педагог Сусанна Петросян. С 1989 г. небольшая армянская команда принимает участие в  Детском и юношеском спортивном празднике, весной ежегодно организуемом Латвийской Олимпийской академией. С 1988 г. в каждую четвертую среду месяца в вечернее время выходит в эфир 30-минутная радиопередача «Аревик» (на армянском языке) — она на канале «Домская площадь» Латвийского радио-4. Её запись и трансляция финансируются из госбюджета ЛР. Ведет передачу журналистка Асмик Нуриджанян, перенявшая эту «эстафету» у Раффи Хараджаняна. В ЛР трудится заметная группа творческой интеллигенции армянского происхождения. Среди них скульптор Грайр Аветян, живописцы Александр (1949—2019) и Бабкен Степаняны, Григорий Лалаян, Варуж Карапетян, Артур Акопян, Карине Паронянц, Артур Агаджанян, Геворк Мкртчян, фотограф Георг Аветисян, музыканты: широко известный пианист, в частности, выступлениями в составе фортепианного дуэта с блестящей латышской пианисткой Норой Новик, профессор, доктор искусствоведения Раффи Хараджанян — первый армянин, удостоенный высшей награды Латвии, ордена Трех звезд (2002; среди его воспитанников имеющий международную известность пианист Рейнис Зариньш, директор музколледжа им. Ст. Брока в Даугавпилсе, многогранный музыкант и общественный деятель Айварс Брок, лауреат конкурсов кинокомпозиторов, талантливый пианист Руслан Пережило); сестры Нелли и Лилия Саркисяны (скрипачка и пианистка, известные музыкальные педагоги); скрипач Георгий Саркисян, а также, режиссёр кино и театра Айк Карапетян (на его счету  успешные постановки в Латвийской Национальной опере и в JRT). Ранее признание  обрели художники-графики Каруш Акопян, Изабелла Варжапетова, керамист Левон Агаджанян и его брат, чеканщик Лендруш. В Риге жила и работала внучка маршала Баграмяна Наталья Баграмян (1949—2017) — главврач собственной поликлиники. Промышленный дизайнер Светлана Мирзоян является автором дизайна ряда микроавтобусов РАФ. В столице Латвии издаются газета «Арарат» и журнал Конгресса армян Балтии «Крунк» (редактор — Александр Геронян). В середине октября 2016 г. в Риге, вблизи церкви Гр. Просветителя, открыт небольшой «Ереванский парк», который украсили скамьи — дар армянской столицы. Из Армении прилетала специальная делегация. В апреле 2017 г. по инициативе посольства РА в Латвии в Риге проведены многосоставные «Дни армянской культуры». Их проведение было стимулировано изданием «Книги скорбных песнопений» Григора Нарекаци в переводе на латышский язык (изд. Jumava, перевод с грабара осуществила филолог Валда Салминя, получившая высшее образование в Ереване). Из Москвы в Ригу на авторские встречи в 2019 г. приезжала известная русскоязычная писательница Нарине Абгарян. Её книга издана в переводе на латышский язык Илзе Паэгле-Мкртчян, которая своим трудом содействовала также изданию на лат. яз. романов «40 дней Муса-Дага» Я. Верфеля, «Tuksneša meitenes» Криса Боджаляна и книги сценариев Сергея Параджанова. В целом же же, 2019 г. прошел под знаками 150-летия композитора Комитаса и поэта О. Туманяна. С помощью финансирования из Армении и активностей Посольства РА в Латвии (посол Тигран Мкртчян), осуществлено издание сб. из 20-ти сказок О.Туманяна в переводе на лат. яз. В.Салмини. В рижском Домском соборе прозвучал «Патарг» (Литургия) Комитаса (в аранжировке для смешанного хора Ваче Шарафяна) в исполнении армянских солистов из Еревана и Парижа, а также Хора Латв. радио (дирижёр Сигвардс Клява). Интерпретация записана на CD. В 2017 г., в Домском соборе упомянутый хоровой коллектив представил слушателям Реквием Тиграна Мансуряна в присутствии автора. Ранее, также в Домском соборе под управлением С.Клява прозвучал Концерт для хора А. Шнитке на тексты Григора Нарекаци. 
29 сентября 2020 г. Латвийский центр Армянской культуры явился инициатором мирного шествия и пикета, целью которого было привлечение внимания общества к войне, которая началась в Нагорном Карабахе и призыв к мирному разрешению конфликта. Ранее, 7 сентября 2012 г. перед зданием посольства Венгрии проведен  протестный пикет в связи с тем, что Рамиль Сафаров, осужденный в Венгрии за убийство армянского офицера, был экстрадирован на родину, ибо президент Азербайджана его помиловал.
17 марта 2021 г. 53  деятеля культуры и интеллигенции Латвии (такие, как режиссёр Алвис Херманис, академик Майя Куле, профессора Леонс Тайванс и Инна Друвиете, поэт Виктор Авотиньш, композиторы Петерис Васкс, Артурс Маскатс, Георгс Пелецис, Роландс Кронлакс, дирижёр А.Рубикс…) выступили с открытым письмом, призвав власти Азербайджана не препятствовать передаче Армении тел убитых и погибших во время боевых действий военнослужащих, и возвращению на родину военнопленных и других удерживаемых лиц.
6 мая 2021 г. произошло событие, подготовленное годами неуклонной предварительной работы: Сейм Латвии большинством голосов принял Декларацию о признании Геноцида армян (58 депутатов проголосовали «за», 11 «против», 7 — воздержались, 24 — не приняли участие в голосовании). Латвия стала 33-й страной, официально признавшей жуткие события на территории Османской империи.
5 декабря 2021 г. Латвийский армянский культурный центр специальными камерными программами отметил 150-летие композитора А.Спендиаряна, а 29 июня 2022 г. - 125-летие поэта Егише Чаренца. По случаю Дня Геноцида армян 24 апреля 2022 г. в Доме АНКОЛ была организована выставка работ  армянских художников Латвии и Армении. 24-го апреля 2025 г. там же и у хачкара в центре Риги отметили 110-летие Геноцида армян. В апреле 2024 г. президент РА В.Хачатрян подписал Указ о награждении Раффи Хараджаняна Медалью признательности - за укрепление и развитие культурных связей между Арменией и Латвией. 
С 2024 г. послом РА в странах Балтии (резиденция в  Вильнюсе) является Ара Маргарян.